# Megan McKenna
Megan Elizabeth Mckenna (nacido 26 de septiembre de 1992) es una personalidad televisiva británica y cantante. Después de aparecer en Ex en la Playa (2015@–2016),  acaparó mayor atención mediática para aparecer en Celebridad Hermano Grande (2016) y La Manera Única Es Essex (2016@–2017). Mckenna entonces lanzó su carrera musical lanzando su primer álbum de estudio, Historia de mí (2018), y más tarde ganaría El X Factor: Celebridad en 2019.

## Primeros años y personal
Mckenna nació el 26 de septiembre de 1992 en Barking, Londres. En su autobiografía, Mouthy, Mckenna explicó que en su niñez fue víctima de bullying en su escuela. A fin de asistir a la Escuela de Artes Dramáticas donde estudiaría teatro musical, su familia se mudó a Chiswick.
En 2016, Mckenna reveló que  sufre coeliac enfermedad. En marzo de 2016, empezó a salir con Pete Wicks, miembro de reparto del programa televiso La Manera Única Es Essex, si bien la pareja rompería en 2017.

## Carrera
En 2009 Mckenna logró llegar a semifinales de la tercera temporada de Britain's Got Talent como integrante del dúo Harmony. En la serie de TV The Inbetweeners de ese mismo año aparecería en un anuncio para la segunda temporada de dicha serie. Mckenna apareció en un episodio de The Only Way Is Essex en 2010, donde se presentaría a las audiciones para formar parte del grupo femenino LOLA. Como miembro integrante de LOLA, actuó en el T4 Stars de 2010. Asimismo, se presentaría a las audiciones de The X Factor (Reino Unido) dos veces, llegando a Segundas Audiciones en ambas ocasiones.
En 2015, McKenna apareció en la tercera temporada del reality show Ex on the Beach de la cadena MTV, en el que volvería a participar en la cuarta entrega junto a Jordan Davies. Dejó Ex on the Beach antes de tiempo por el fallecimiento de su abuelo. Pasó a formar parte de la casa en la decimoséptima temporada de Celebrity Big Brother en 2016. Durante su estancia en la casa recibió una amonestación por exhibir un comportamiento agresivo y amenazante hacia sus compañeros concursantes. Fue la cuarta expulsada tras recibir el menor número de votos para su salvación después de haber pasado 18 días dentro de la casa. En marzo de 2016 fue miembro a tiempo completo de The Only Way Is Essex. En mayo de 2017, McKenna inauguró su propio restaurante "MCK Grill", en Woodford Green. Más tarde en ese mismo año, lanzó una línea de extensiones para cabello con Easilocks. McKenna hizo su última aparición en The Only Way Is Essex el 25 de octubre de 2017, tras la cual expresó su interés por centrarse en su carrera musical.
En 2017, Mckenna protagonizó su propio reality show There’s Something About Megan. En la serie que se centraba en ella misma viajaría a Nashville para embarcarse en su carrera como cantante de música de country. La serie constó de tres episodios que fueron televisados en ITVBe. Tras el episodio final de su serie, Mckenna lanzaría su carrera musical publicando su álbum de debut Extended play en el que se incluirían los temas "High Heeled Shoes" y "Far Cry from Love". Ambas canciones llegaron a puestos altos de las listas británicas de iTunesen las 24 horas siguientes a sus respectivos lanzamientos, y en el Reino Unido Singles Gráfico, "High Heeled Shoes" llegaría al puesto número 43, mientras que "Far Cry from Love" alcanzó la posición 53.
En diciembre de 2017, McKenna se embarcó en su primera gira para promocionar su lanzamiento de "High Heeled Shoes". Consistió en cuatro conciertos celebrados en The Sugarmill, The Venue, Palace Theatre y Scala. En julio de 2018 fue telonera de Michael Bublé en el concierto British Summer Time en Hyde Park. El 26 de julio de 2018, McKenna lanzó su primer libro autobiográfico Mouthy, publicado por John Blake. El libro encabezó la lista de superventas del Sunday Times. En agosto de 2018 lanzó su primera línea de ropa Studio Mouthy, en acompañamiento a su línea de maquillaje Mouthy Cosmetics. Más tarde en ese mes, McKenna participó en la primera serie de Celebs on the Farm. Fue la segunda concursante eliminada, quedando en séptimo lugar. McKenna lanzó su álbum debut "Story of Me" el 7 de diciembre de 2018, que llegaría al puesto 4 en el UK Country Chart. Entre mayo y septiembre de 2019, McKenna se embarcó en la gira Story of Me por todo el Reino Unido. En febrero de 2019, participó en la sexta temporada del reality show de E4 Celebs Go Dating.
De octubre a noviembre de 2019, Mckenna aparecería en ITV como concursante de The X Factor: Celebrity y su coach mentor fue Louis Walsh. Para su audición cantó "Everything but you", un tema de su álbum Story of me. El 30 de noviembre fue coronada como ganadora del concurso con el 46.3% de los votos finales, lo cual no sólo le dio a Walsh su tercera victoria en la historia del concurso, sino que también le acaparó a ella un contrato de grabación con el sello musical Syco.
| El X Factor: rendimientos de Celebridad y resultados | El X Factor: rendimientos de Celebridad y resultados        | El X Factor: rendimientos de Celebridad y resultados |
| Espectáculo                                          | Elección de canción                                         | Resultado                                            |
| ---------------------------------------------------- | ----------------------------------------------------------- | ---------------------------------------------------- |
| Audiciones                                           | "Todo pero Tú" @– canción Original                          | A través de para vivir espectáculos                  |
| Espectáculo vivo 1                                   | "Esto" @– canción Original                                  | Seguro (1.º)                                         |
| Espectáculo vivo 2                                   | "Más fuerte" @– canción Original                            | Seguro (1.º)                                         |
| Espectáculo vivo 3                                   | "Medio de Mi Corazón" @– canción Original                   | Seguro (1.º)                                         |
| Espectáculo vivo 4                                   | "Cuándo soy Llanto " @– canción Original                    | Seguro (1.º)                                         |
| Semifinal                                            | " Tenga que Haber Sido Amor " @– Roxette                    | Seguro (1.º)                                         |
| Final                                                | "Uno Más Sueño" @– Leona Lewis                              | Seguro (1.º)                                         |
| Final                                                | "Esto" @– canción Original                                  | Ganador                                              |
| Final                                                | " Tenga que Haber Sido Amor (Navidad para el Roto Hearted)" | Ganador                                              |

En febrero de 2020, Mckenna empezó a grabar su segundo álbum de estudio, y más tarde en ese mes anunciaría que sería telonera de Lionel Richie en la  gira británica de este de 2021. En agosto de 2020, Mckenna lanzó una línea de ropa con    la tienda online In The Style. El 5 de febrero de 2021, Mckenna anunció que "This" sería lanzado como single el día 19 de ese mismo mes. En abril de ese mismo año anunciaría que sería concursante Celebridad de BBC MasterChef, en el que llegó a la final.
| Año             | Título                        | Notas                         |
| --------------- | ----------------------------- | ----------------------------- |
| 2009            | Britain's Got Talent          | como miembro del duo Harmony  |
| 2010, 2016–2017 | The Only Way is Essex         | Serie de TV                   |
| 2015–2016       | Ex on the Beach Reino Unido   | Temporada 3 & 4               |
| 2016            | Big Brother Celebrity         | concursante; puesto 10.º      |
| 2017            | There’s Something About Megan | Protagonista; 3 episodios     |
| 2018            | Celebs on the Farm            | Concursante; puesto 6.º       |
| 2019            | Celebs Go Dating              | Concursante                   |
| 2019            | THE X Factor: CelebriTY       | Concursante; puesto: ganadora |
| 2021            | Celebrity MasterChef          | Concursante                   |

- Story of me (2018)